# 東海学院大学の人物一覧
東海学院大学の人物一覧（とうかいがくいんだいがくのじんぶついちらん）は、東海学院大学および改称前の東海女子大学に関係する人物の一覧記事。

## 著名な教職員
- 長谷川博一（心理学者、人間関係学部教授）

## OB・OG

### スポーツ
- 三浦恵子（ホッケー選手）
- 後藤愛（バドミントン選手）NTT東日本所属